# Нікель (смт)
Нікель (рос. Никель; іст. фін. Kolosjoki; фін. Nikkeli) — селище міського типу в Росії, адміністративний центр Печензького району Мурманської області. Розташоване за 196 км на північний захід від Мурманська.
Населення 9,5 тис. чол. (2023).
Гірничо-металургійний комбінат «Печенганікель» (входить до складу компанії «Норильський нікель»).

## Населення
| 1959    | 1970    | 1979    | 1989    | 2002    | 2009    | 2010    |
| ------- | ------- | ------- | ------- | ------- | ------- | ------- |
| 16 305  | ↗21 299 | ↘20 031 | ↗21 838 | ↘16 534 | ↘14 974 | ↘12 756 |
| 2011    | 2012    | 2013    | 2014    | 2015    | 2016    | 2017    |
| ↗12 765 | ↘12 558 | ↘12 364 | ↘12 112 | ↘11 823 | ↘11 601 | ↘11 599 |
| 2018    | 2019    |         |         |         |         |         |
| ↘11 437 | ↘11 244 |         |         |         |         |         |